# Andrej Andrejev (politicus)

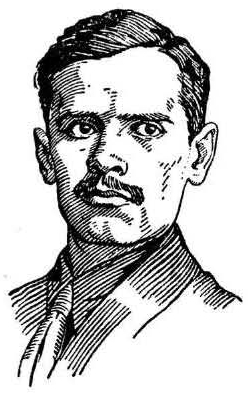
Andrej Andrejev

Andrej Andrejevitsj Andrejev (Russisch: Андрей Андреевич Андреев) (Koeznetsovo, oblast Smolensk, 30 oktober 1895 – Moskou, 5 december 1970) was een Sovjet-Russisch politicus.

## Leven
Andrejev was van origine een boerenzoon. Hij genoot niet veel scholing, werkte eerst lange tijd als hulp in een restaurant en later in diverse andere baantjes. Tijdens de Eerste Wereldoorlog, in 1916, sloot hij zich aan bij de bolsjewieken. Hij was in 1917 aanwezig bij de begroeting van Lenin op het station te Sint-Petersburg, nadat deze uit Zwitserland was teruggekeerd.
Hoewel Andrejev zich kort na de Russische Burgeroorlog even aan de zijde van Leon Trotski schaarde, heeft hem dat als een der weinigen tijdens de Grote Zuiveringen niet opgebroken. Hij werkte zich geleidelijk omhoog in de partijhiërarchie, bekleedde in de jaren dertig en veertig verschillende volkscommissariaten en maakte van 1932 tot 1952 deel uit van het Politbureau van het Centraal Comité van de Communistische Partij van de Sovjet-Unie. Van 1946 tot 1953 was hij tevens voorzitter van de ministerraad.
Tijdens een geheime plenaire partijbijeenkomst, na de val van Beria, in 1953, bekritiseerde Andrejev de kritiek die Beria had geuit tegen Stalin, direct na diens dood. Dat bleek een verkeerde opstelling aan het begin van een periode van destalinisatie en uiteindelijk verloor hij kort daarna vrijwel al zijn posities en invloed.
- Gemeinsame Normdatei: 119407701
- International Standard Name Identifier: 0000 0000 8274 1566
- Library of Congress Control Number: n85318785
- Nationale Bibliotheek van Letland: 000137955
- Nationale Bibliotheek van Tsjechië: jn20000600216
- Nederlandse Thesaurus van Auteursnamen: 128693843
- SNAC: w6fx8f0k
- Virtual International Authority File: 8197161
- WorldCat: E39PBJjXhgypQmY6RTjQmvkRrq